# Hermann Weingärtner
Hermann Weingärtner (27. srpna 1864, Frankfurt nad Odrou - 22. prosinec 1919, Frankfurt nad Odrou) byl německý sportovní gymnasta, nejúspěšnější účastník 1. letních olympijských her v Athénách 1896. Získal 3 zlaté, 2 stříbrné a 1 bronzovou medaili.

## Životopis

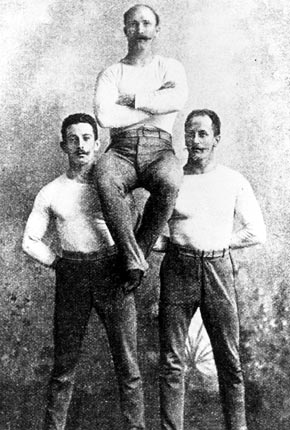
Němečtí gymnasté – Schuhmann, Alfred Flatow a Weingärtner

Weingärtner se vyučil prodavačem. Vzhledem ke svému zájmu o gymnastická cvičení vstoupil do turnerského hnutí a stal se členem Deutscher Turnerschaft a aby mohl provozovat cvičení závodně, přesídlil z rodného Frankfurtu do Berlína. R. 1892 zvítězil na berlínských turnerských hrách. V době po 1. olympiádě se turnerství postupně měnilo v nacionalistickou organizaci a bojkotovalo olympijské hnutí, a tak Weingärtnerova účast na dalších hrách nebyla možná. Weingärtner s aktivním sportem skončil a vrátil se do rodného Frankfurtu, kde na ostrově Ziegenwerder na Odře provozoval až do své smrti plovárnu, která už od svého otevření r. 1880 patřila k nejmodernějším v Německu.

## Olympijské hry 1896
Weingärtner byl členem německého gymnastického družstva (dále Fritz Hofmann, Conrad Böcker, Alfred Flatow, Gustav Flatow, Georg Hilmar, Fritz Manteuffel, Karl Neukirch, Richard Röstel, Gustav Schuft a Carl Schuhmann), které získalo dvě zlaté medaile v týmových soutěžích na bradlech a hrazdě. Dále získal zlatou medaili ve cvičení na hrazdě, stříbrné medaile ve cvičení na koni našíř a na kruzích a bronzovou medaili v přeskoku. Pouze při cvičení na bradlech vyšel naprázdno.
Většina gymnastických soutěží se konala 9. dubna 1896 na olympijském stadionu. Soutěže družstev na bradlech se účastnila tři družstva, z toho dvě řecká. Za Německem skončil tým Panhelénský tělocvičný svaz Athény, třetí byl Ethnický tělocvičný svaz Athény. Do druhé soutěže, cvičení družstev na hrazdě, nastoupilo pouze Německo a titul získalo vlastně za svoji exhibici.
V přeskoku byl Weingärtner třetí za Carlem Schuhmannem a Švýcarem Louisem Zutterem, ve cvičení na koni našíř druhý za Zutterem, druhý byl i ve cvičení na kruzích, tentokrát za Řekem Ioannisem Mitropoulosem a před dalším Řekem Petrosem Persakisem. V této soutěži jako první gymnasta světa předvedl rozpor. Konečně hrazdu vyhrál před svým krajanem Alfredem Flatowem.